# Saccovescio
Saccovescio (anche Sacco Vescio) è una frazione del comune di Preci (PG), posta ad un'altezza di 724 m s.l.m. ed abitata da 37 persone (dati Istat, 2001).

## Storia e descrizione
Il paese si trova a cavallo tra la Valnerina e la valle del torrente Campiano (valle Castoriana): si tratta di una villa di montagna posta lungo la strada tra Preci e Visso.
Nel XV secolo si popola ricevendo gli abitanti della distrutta Monte San Martino. Nel 1819 fu annessa, assieme a Castelvecchio, al territorio di Preci: prima apparteneva a quello di Croce. Nel paese vi è tuttora una Comunanza Agraria, fondata nel 1914.

## Monumenti
Tra i monumenti del luogo, un cippo romano (ara) del I secolo a.C., in travertino, scolpito con un satiro flautista tra due danzatrici.
Al di fuori del centro abitato, poco lontano, la chiesa del Santo Spes (1350), affrescata: dell'originale romanico rimangono una monofora e l'abside.
A 200 m dalla piazzetta centrale, si trova la chiesetta della Madonna della Neve.
Parrocchiale è la chiesa del Sacro Cuore (XVIII secolo).

## Galleria d'immagini

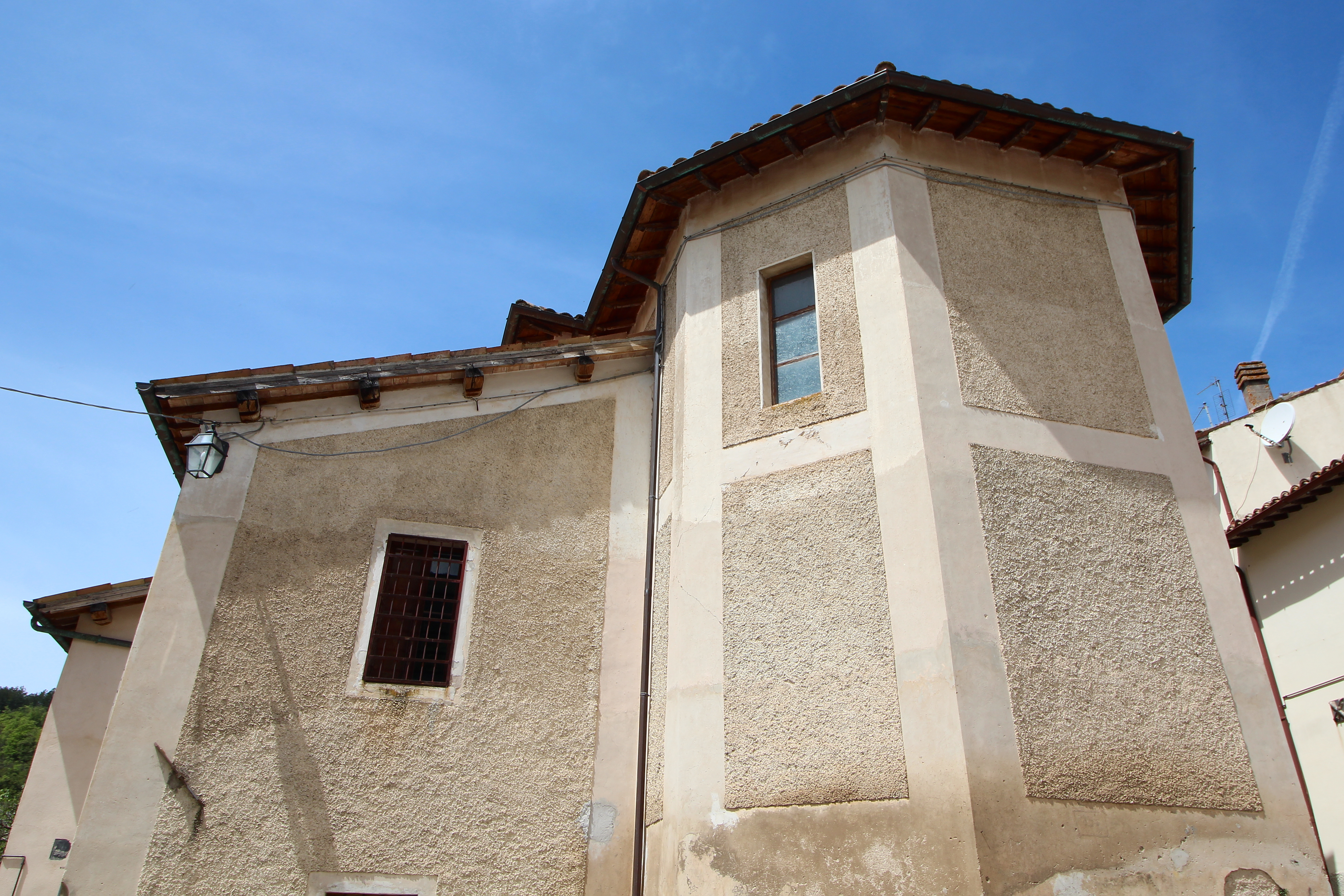
La chiesa del Sacro Cuore nel centro storico
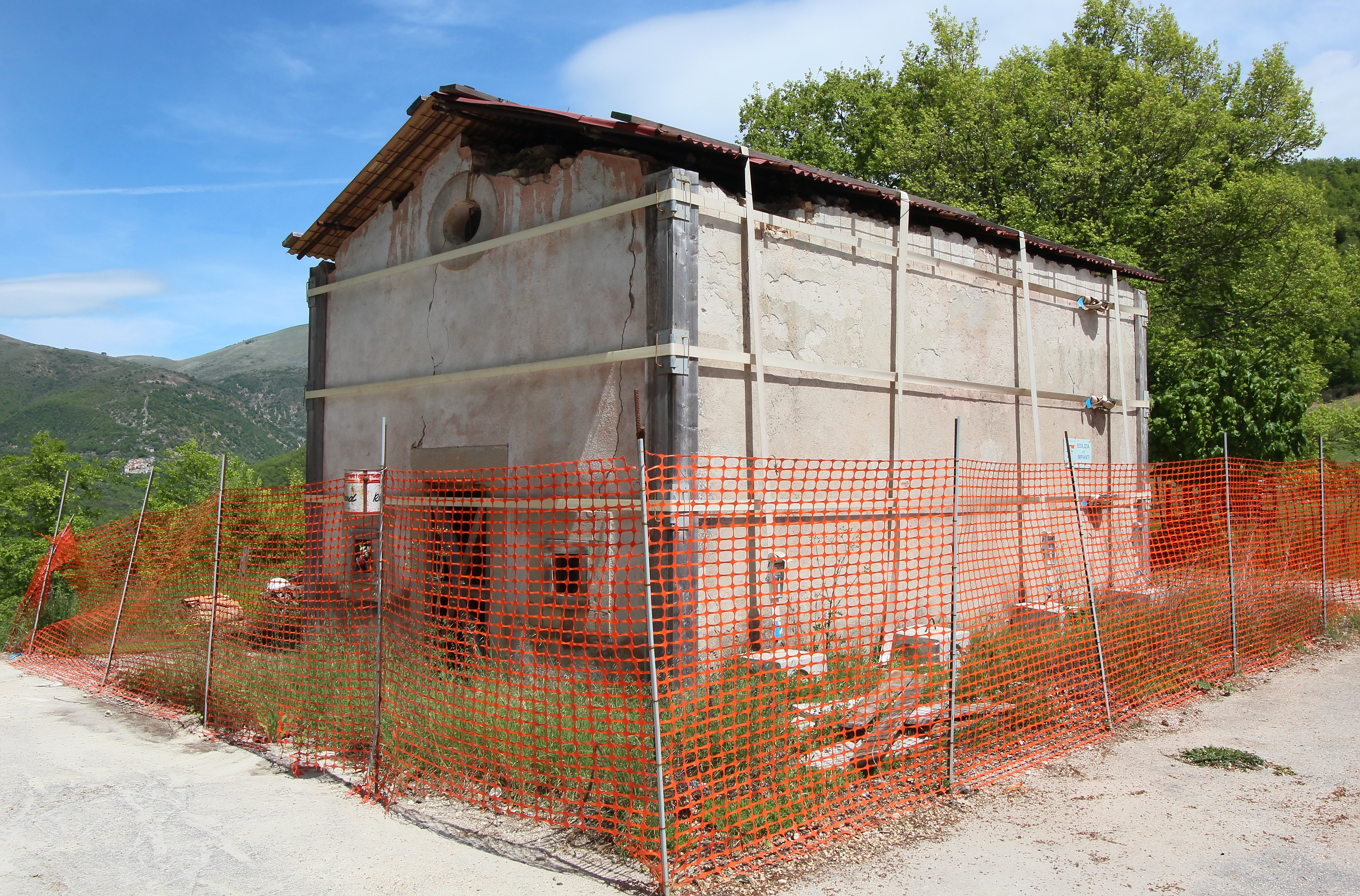
La chiesa della Madonna della Neve a nord del paese
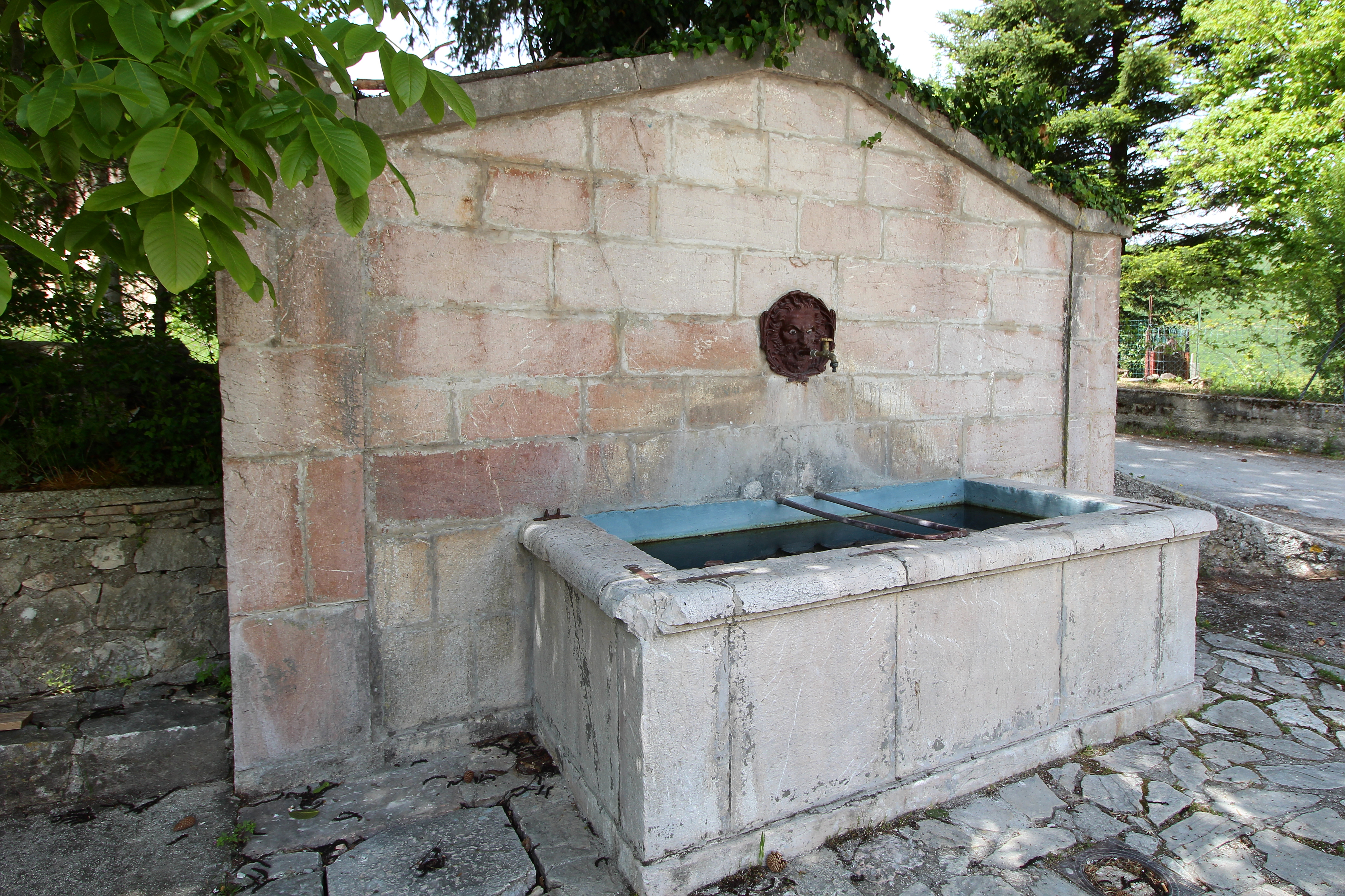
La fontana vicino la chiesa della Madonna della Neve
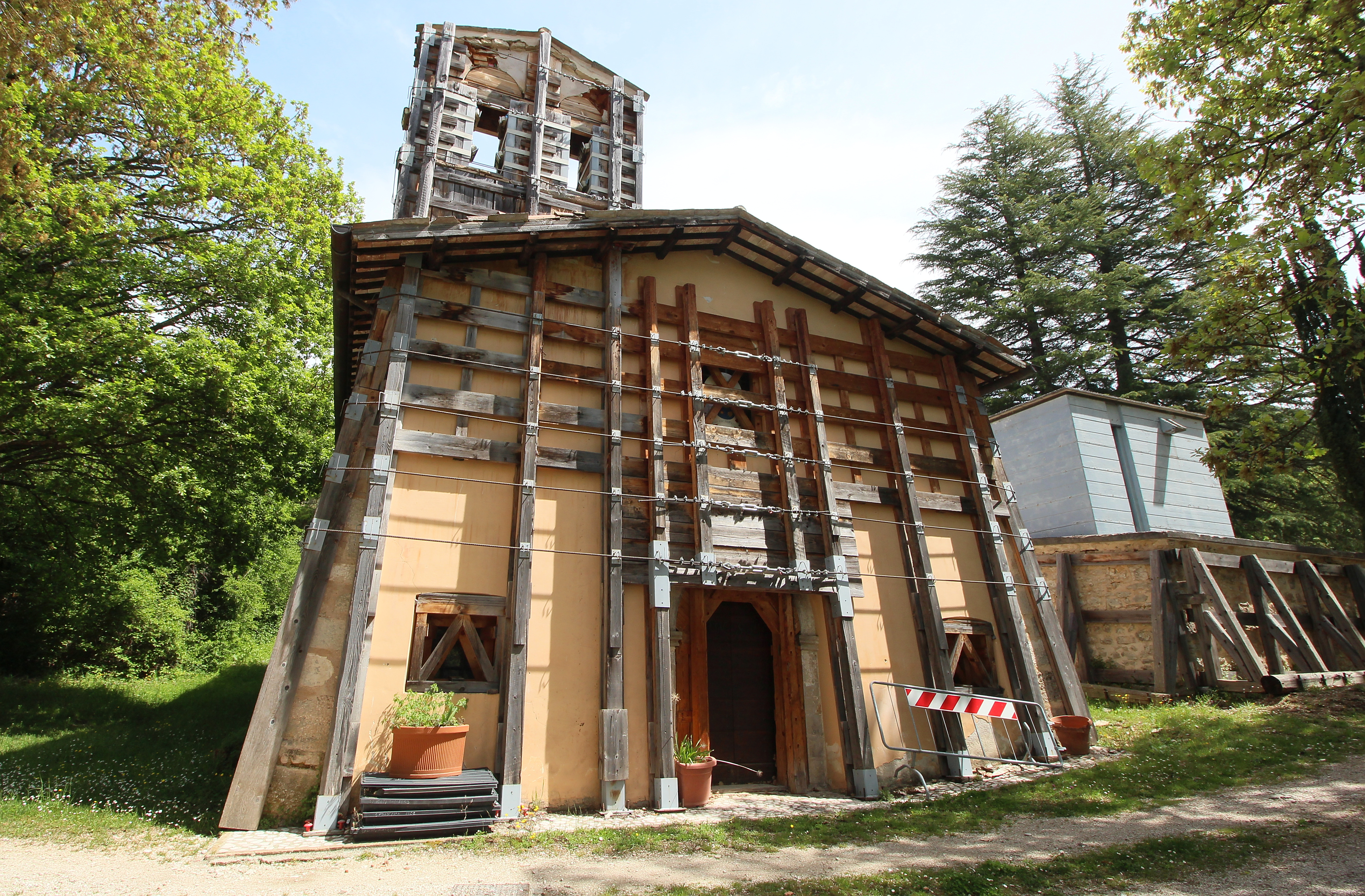
La chiesa del Santo Spes al cimitero